# Frankenmoor (Dorf)
Frankenmoor ist eine Moorkolonie in der Gemeinde Bargstedt im niedersächsischen Landkreis Stade.

## Geographie und Verkehrsanbindung

### Geographische Lage
Frankenmoor liegt auf der Stader Geest im gleichnamigen Naturschutzgebiet, von dem sich auch der Ortsname ableitet.

### Gewässer
Nahe dem Ort entspringt die Bever, ein Nebenfluss der Oste, im Moor.

### Nachbarorte
Nachbarorte sind Wedel und Lünenspecken im Norden, Lusthoop im Osten, Bargstedt im Südosten, Brest und Aspe im Südwesten und Kutenholz im Westen.

### Verkehrsanbindung
Frankenmoor liegt als Straßendorf am Königsdamm, der im Südwesten zur Landesstraße 123 bei Groß-Aspe führt und im Nordosten als Sackstraße im Moor endet. Von Nordwesten aus Richtung Wedel und Fredenbeck nach Südosten Richtung Bargstedt und Harsefeld führt die Kreisstraße 50 durch den Ort.

## Geschichte
Frankenmoor wurde 1815 als Moorkolonie gegründet. Die Siedlerstellen waren jeweils 40 Morgen groß.

### Verwaltungsgeschichte
Vor 1885 gehörte Frankenmoor zur Börde Bargstedt im Amt Harsefeld. Nach 1885 gehörte Frankenmoor zum Kreis Stade und seit 1932 zum jetzigen Landkreis Stade.
1929 wurde Frankenmoor nach Bargstedt eingemeindet.

### Einwohnerentwicklung
| Jahr | Einwohner            |
| ---- | -------------------- |
| 1824 | 21 Feuerstellen      |
| 1848 | 119 Leute, 21 Häuser |
| 1910 | 92                   |

### Religion
Frankenmoor ist evangelisch-lutherisch geprägt und gehört zum Kirchspiel der St.-Primus-Kirche in Bargstedt.

#### Friedhof
Der Ort hat einen eigenen Friedhof, der 1888 angelegt worden ist. Der Friedhof ist privat und gehört der Familie Richters; beerdigt werden dort nur Personen aus Frankenmoor, die an der Friedhofsgemeinschaft teilnehmen.

## Kultur und Sehenswürdigkeiten

### Baudenkmale
In der Liste der Baudenkmale in Bargstedt (Niedersachsen) sind für Frankenmoor zwei Baudenkmale eingetragen:
- Königsdamm 13: Wohn-/Wirtschaftsgebäude
- Königsdamm 18: Wohn-/Wirtschaftsgebäude